# ويليام ويلكينسون (لاعب كريكت بريطاني)
ويليام ويلكينسون (5 يوليو 1859 في المملكة المتحدة - 6 أكتوبر 1940 في المملكة المتحدة) (بالإنجليزية: William Wilkinson)‏ هو لاعب كريكت بريطاني (وحمل سابقاً جنسية المملكة المتحدة لبريطانيا العظمى وأيرلندا). لعب مع نادي مقاطعة نوتنغهامشير للكريكت ‏.

## وصلات خارجية
- ويليام ويلكنسون على موقع إي آس بي آن كريك إنفو (الإنجليزية)